# Philippe Buc
Philippe Buc (Parijs, 1961) is een Frans-Amerikaanse historicus. Hij is sinds augustus 2021 hoogleraar middeleeuwse geschiedenis aan de Universiteit Leiden.

## Biografie
Philippe Buc behaalde in 1981 zijn bachelor aan het Swartmorth College in de Verenigde Staten en in 1989 behaalde hij zijn doctoraat aan de École des hautes études en sciences sociales met zijn proefschrift "Potestas: prince, pouvoir, et peuple dans les commentaires de la Bible (Paris et France du Nord, 1100-1330)". Hij was vervolgens van 1990 tot 2003 als docent middeleeuwse geschiedenis verbonden aan de Stanford-universiteit. Sinds 2011 is Buc ook Amerikaans staatsburger. Vervolgens werd hij aan diezelfde universiteit hoogleraar, een functie die hij ook verkreeg aan de Universiteit van Wenen. Hier bleef Buc tien jaar werkzaam voor hij zijn functie als hoogleraar aanvaardde in Leiden.

## Geselecteerde bibliografie
- 2015: Holy War, Martyrdom, and Terror: Christianity, Violence, and the West (Philadelphia: Pennsylvania University Press)
- 2001: The Dangers of Ritual. Between Early Medieval Texts and Social Scientific Theory (Princeton: Princeton University Press)